# 페트로넬

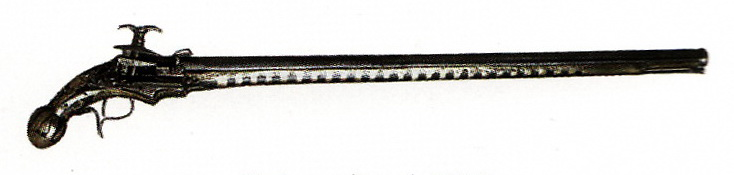

페트로넬(영어: Petronel, 프랑스어: Petrinel, Poitrinal)은 16세기 ~ 17세기의 화기로, 1598년에 로버트 바렛이 쓴 Theorike and Practike of Modern Warres에 의하면 ‘기병용 무기’(horsemans peece)였다. 이 무기가 각각 두 가지 방향으로 발전한 것이 권총과 기병총이다. 이 총을 쏠 때 총의 뒷부분을 가슴에 대고 쏘았기 때문에 ‘가슴’을 의미하는 프랑스어 poitrine이 어원이 되어 이러한 이름이 붙었다. 또는 가슴을 가로질러 패용한 어깨끈에 매달고 다녀서라고 하기도 한다. 어느 가설이든 어원은 ‘가슴’이다. 화승식 페트로넬도 있었고 치륜식 페트로넬도 있었다.
페트로넬은 아쿼버스와 피스톨의 중간 형태였으며, 그 원형적 형태를 스클로푸스(sclopus)라 한다.
또한 페트로넬총을 사용한 기병 병과를 페트로넬이라고 부르기도 했다. 페트로넬 기병은 데미랜서나 큐래시어 같은 중기병을 지원하는 임무를 맡았으며, 이후 그 역할은 아쿼버시어로 계승된다.

## 같이 보기
- 제자일
- 기총

## 참고 자료
- 본 문서에는 현재 퍼블릭 도메인에 속한 브리태니커 백과사전 제11판의 내용을 기초로 작성된 내용이 포함되어 있습니다.
- Clephan, Robert Coltman (1906). An outline of the history and development of hand firearms, from the earliest period to about the end of the fifteenth century. London: The Walter Scott Publishing Co. pp. 38–39.